# مارينها جراندي
مارينها جراندي هي مدينة من مدن البرتغال. يبلغ عدد سكانها 38,681 نسمة وذلك حسب إحصائيات سنة 2011. تبلغ مساحتها 187.25 كم².

## السكان
في سنة  بلغ عدد السكان  نسمة، وتطور العدد ليصل في سنة  لـ  نسمة.
النمو السكاني

تعذر تجميع إدخال EasyTimeline:

Timeline generation failed: 2 errors found

Line 36: PlotData=

- Data expected for command 'BarData', but line is not indented.

```
 

```

Line 81: 

- Data expected for command 'PlotData', but line is not indented.

```
 

```

## توأمة
لمارينها جراندي اتفاقيات توأمة مع:
- فونتوني سو بوا (6 أكتوبر 1984 - )

## أعلام
- هوغو غاسبار
- أنتونيو غاريدو

## وصلات خارجية
- الموقع الرسمي